# Rocketdyne J-2
Rocketdyne J-2 je bil tekočegorivni raketni motor, ki se je uporabljal na zgornjih stopnjah nosilnih raketah Saturn IB in Saturn V. Gorivo je bil tekoči vodik, oksidator pa tekoči kisik, obe komponenti ohlajeni na kriogenične temperature. Motor je v vakuumu razvijal 1033, kN (105,3 tone) potiska, na nivoju morja pa 486, 2 kN (49,5 tone) potiska. Specifični impulz v vakuumu je bil 421 s (4,13 km/s), na nivoju morja pa 200 s (2,0 km/s). J-2 je uporabljal izvedbo plinski generator ("gas generator"). Na drugi stopnji rakete Saturn V je bilo pet motorjev, na tretji stopnji iste rakete je bil en motor, na zgornji stopnji rakete Saturn IB pa en motor J-2.
Motor, ki se je uporabljal na tretji stopnji Saturn V se je lahko dvakrat zagnal.

## Specifikacije
|                                     | J-2                                                                                | J-2S                                      | J-2X                                                                             |
| ----------------------------------- | ---------------------------------------------------------------------------------- | ----------------------------------------- | -------------------------------------------------------------------------------- |
| Potisk (v vakuumu):                 | 1033,1 kN (232250 lbf)                                                             | 1138,5 kN (255945 lbf)                    | 1310,0 kN (294490 lbf)                                                           |
| Specifični impulz -Isp (v vakuumu): | 421 s                                                                              | 436 s                                     | 448 s                                                                            |
| Čas delovanja:                      | 475 sekund                                                                         | 475 secund                                | 465 und (Ares I, zgornja stopnja)                                                |
| Teža mmotorja:                      | 1 438 kg (3 170 lb)                                                                | 1 400 kg (3 000 lb)                       | 2 472 kg (5 450 lb)                                                              |
| Oksidator in gorivo                 | LOX/LH2 (tekoči kisik/tekoči vodik)                                                | LOX/LH2 (tekoči kisik/tekoči vodik)       | [[[LOX]]/LH2 (tekoči kisik/tekoči vodik)                                         |
| Mešalno razmerje:                   | 5,50                                                                               | 5,50                                      | 5,50                                                                             |
| Premer:                             | 2,01 m (6,60 ft).                                                                  | 2,01 m (6,60 ft).                         | 3,05 m (10,00 ft).                                                               |
| Dolžina:                            | 3,38 m (11,08 ft).                                                                 | 3,38 m (11,08 ft).                        | 4,70 m (15,40 ft).                                                               |
| Razmerje potisk/teža:               | 73,18                                                                              | 85,32                                     | 55,04                                                                            |
| Izdelovalec:                        | Rocketdyne                                                                         | Rocketdyne                                | PWR                                                                              |
| Uporba:                             | Saturn V (2. stopnja) 5-motorjev, Saturn IB in Saturn V (zgornja stopnja)- 1-motor | Zamenjava za J-2 na Saturn V (2. stopnja) | Predlagan za zgornjo stopnjo Ares I - 1 motor / Ares V zgornja stopnja - 1 motor |